# Raoulia goyenii
Raoulia goyenii là một loài thực vật có hoa trong họ Cúc. Loài này được Kirk miêu tả khoa học đầu tiên.